# A. Le Coq
A. Le Coq est une brasserie estonienne.

## Histoire
La société a été fondée en 1807 par Albert von Le Coq membre d'une famille prussienne, descendante de huguenots ayant fui la France au XVIIe siècle.
Elle s'est développée avec l'acquisition en 1913 d'une brasserie à Tartu fondée en 1826 par le baron balte Justus Reinhold Schramm.
Nationalisée à l'époque soviétique, l'entreprise a été privatisée en 1995, puis rachetée en 1997 par la société finlandaise Olvi. Elle produit différentes sortes de boissons, notamment bières, long drinks, cidres et boissons gazeuses.

## Produits
La bière la plus connue est la A. Le Coq Premium, qui est la bière la plus populaire en Estonie, selon les résultats de AC Nielsen en octobre 2008.
Les autres marques de bière sont Cuba, A. Le Coq Pilsner, Tõmmu Hiid, Heineken Lager Beer, A. Le Coq Premium Extra, Alexander A. Le Coq English Ale, A. Le Coq Special Stout, A. Le Coq Porter, Double Bock, Saaremaa X, Buckler, Pilsner Eripruul, Disel, Turbo Disel et Põhiseaduse Pilsner.
L'entreprise produit également des jus de fruits, des sodas, des eaux minérales et du cidre.

## Mécénat
Le stade A. Le Coq Arena de Tallinn lui doit son nom.

## Devise
Sa devise est Asi on maitses, ce qui signifie C'est le goût [qui fait la différence]. Une chanson de ce nom par le groupe de rock Smilers a également été spécialement écrite et est utilisée dans les spots de publicité.